# Avvocatura generale dello Stato brasiliano
L'Avvocatura generale dello Stato (AGU) è l'istituzione brasiliana che direttamente o indirettamente rappresenta lo Stato federale in giudizio oppure in fori extragiudiziali. Fornisce anche consulenza giuridica al potere esecutivo del governo.
I membri dell'Avvocatura generale dello Stato brasiliano devono essere avvocati abilitati in concorso interno pubblico. Il capo dell'istituzione, l'avvocato generale, con status di ministro, è nominato dal presidente e deve avere più di 35 anni, secondo la Costituzione.
La nomina, comunque, deve essere accolta dal Senato.